# فرد کوربت
فرد کوربت (انگلیسی: Fred Corbett; ۱ ژانویهٔ ۱۸۸۱ – ۱۵ آوریل ۱۹۲۴) بازیکن فوتبال اهل پادشاهی متحد بریتانیای کبیر و ایرلند بود.
از باشگاه‌هایی که در آن بازی کرده‌است می‌توان به باشگاه فوتبال برنتفورد، باشگاه فوتبال گیلینگام، باشگاه فوتبال بریستول راورز، باشگاه فوتبال وستهام یونایتد، و باشگاه فوتبال بریستول سیتی اشاره کرد.